# ترگوویشته، بلغارستان
ترگوویشته، بلغارستان (به بلغاری: Targovishte) یک شهر در بلغارستان است که در Targovishte Municipality واقع شده‌است.

## خصوصیات
ترگوویشته ۸۷٫۴۲۷ کیلومترمربع مساحت و ۳۷٬۳۴۱ نفر جمعیت دارد و ۱۷۰ متر بالاتر از سطح دریا واقع شده‌است.

## خواهرخوانده
شهرهای کوزانی، ترگوویشته، رومانی، کوتبوس، اسمولنسک، Santa Maria da Feira Municipality، واترلو، آیووا، سورزن و کامپتون، کالیفرنیا خواهرخوانده‌های ترگوویشته، بلغارستان هستند.

## نگارخانه

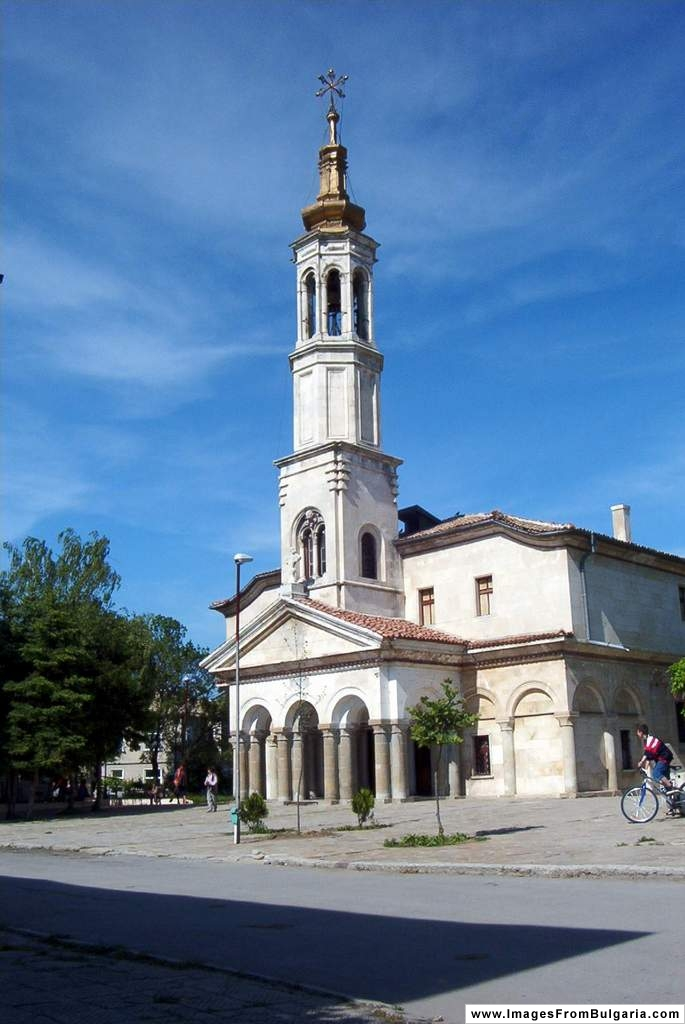
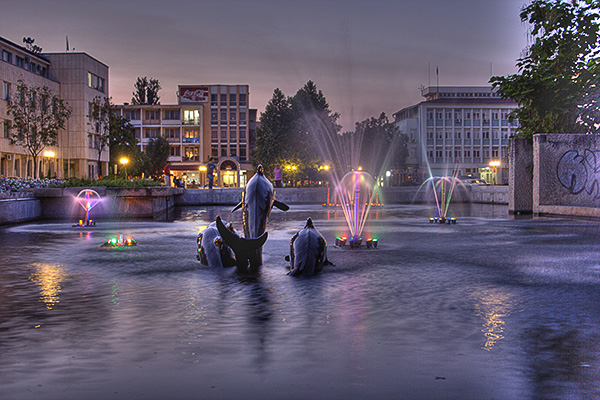
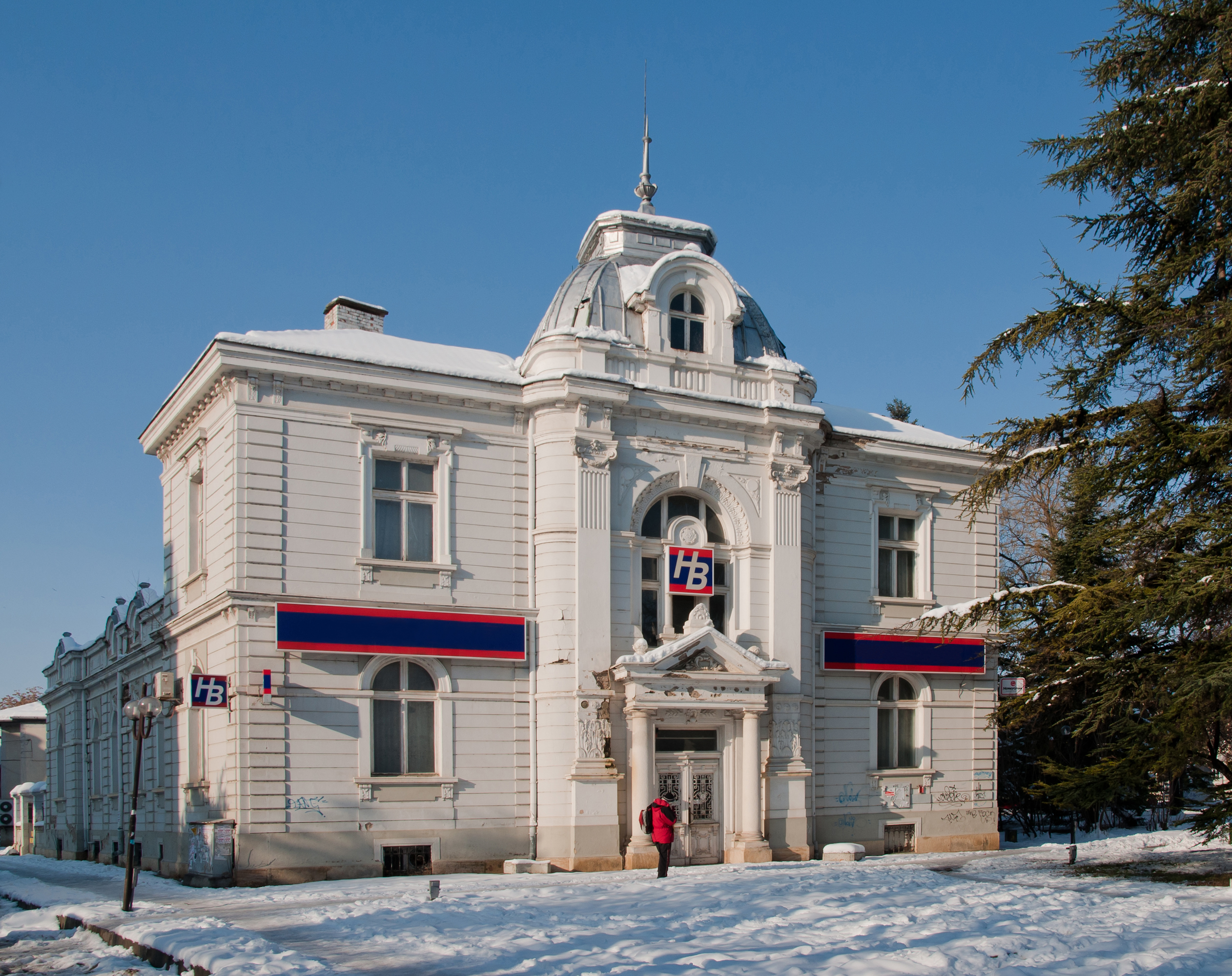
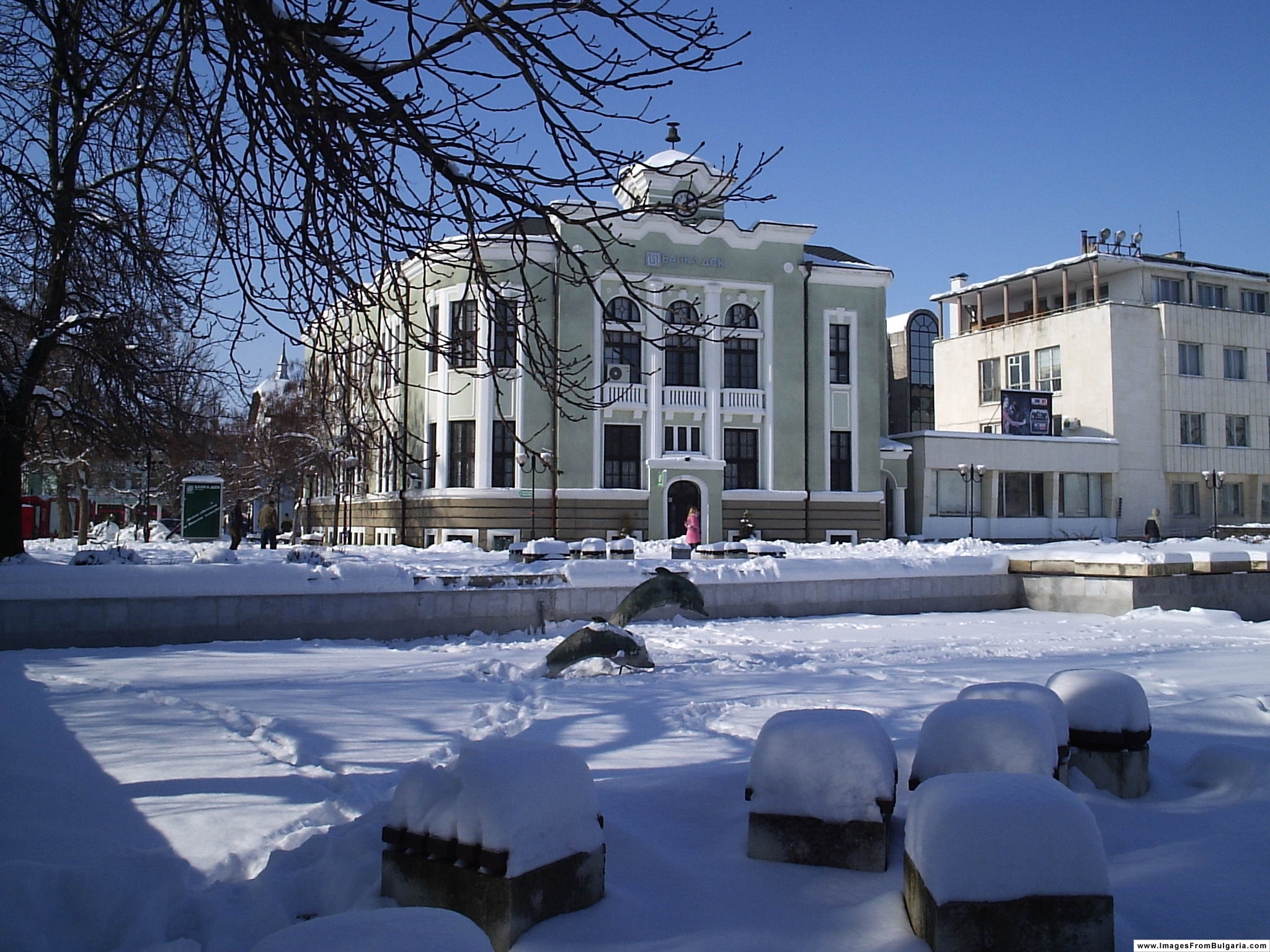
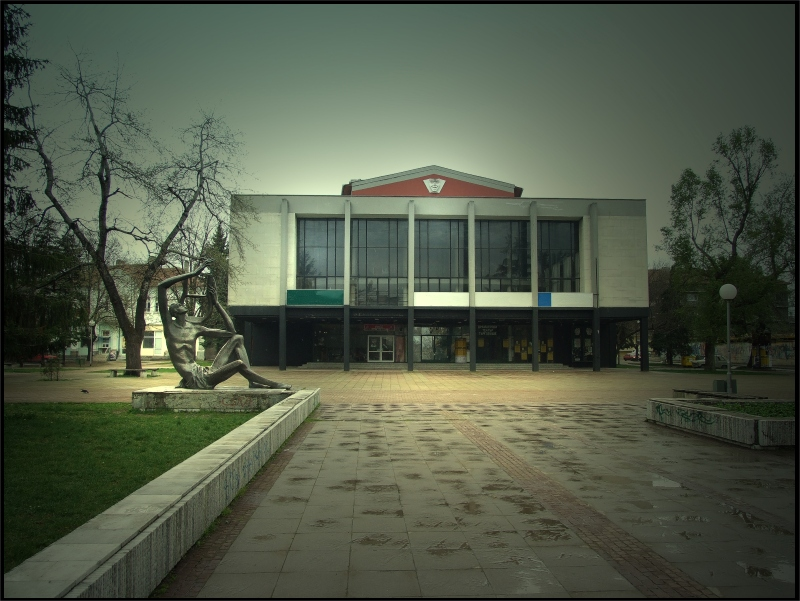
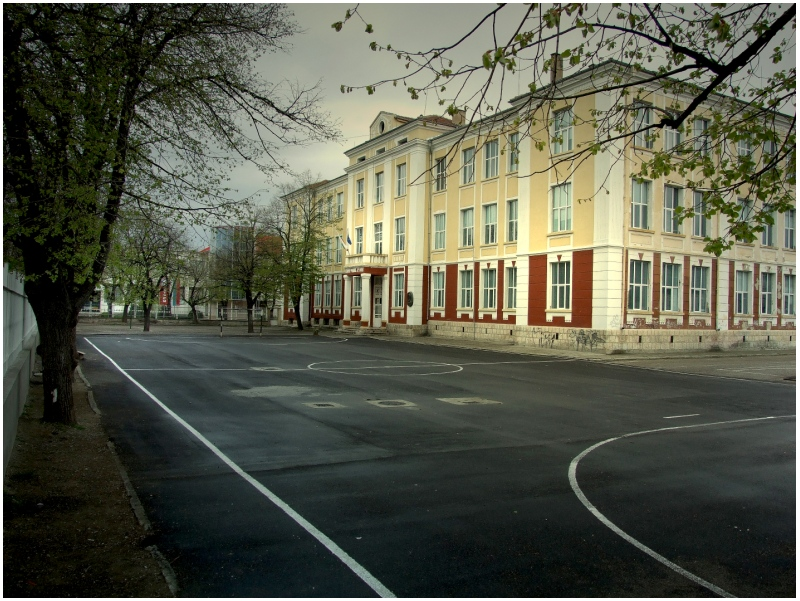
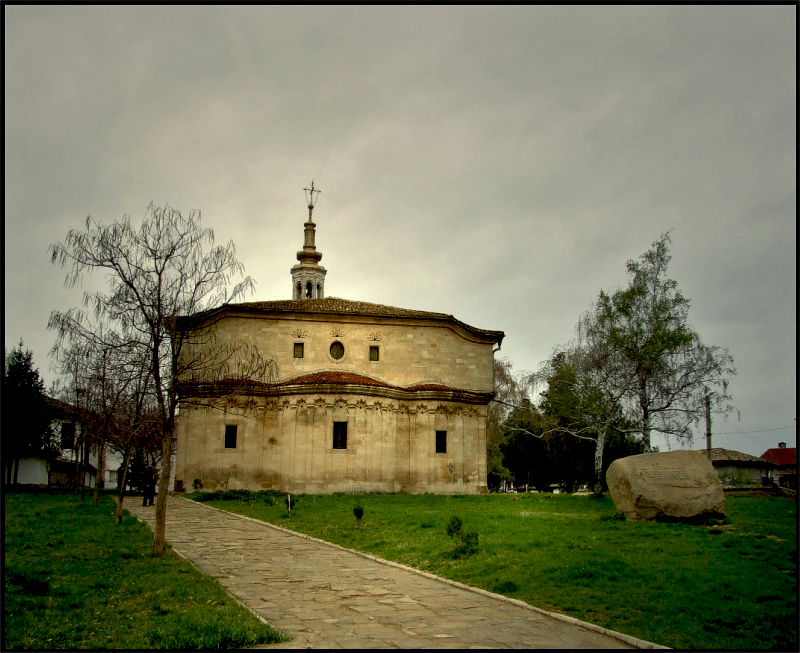
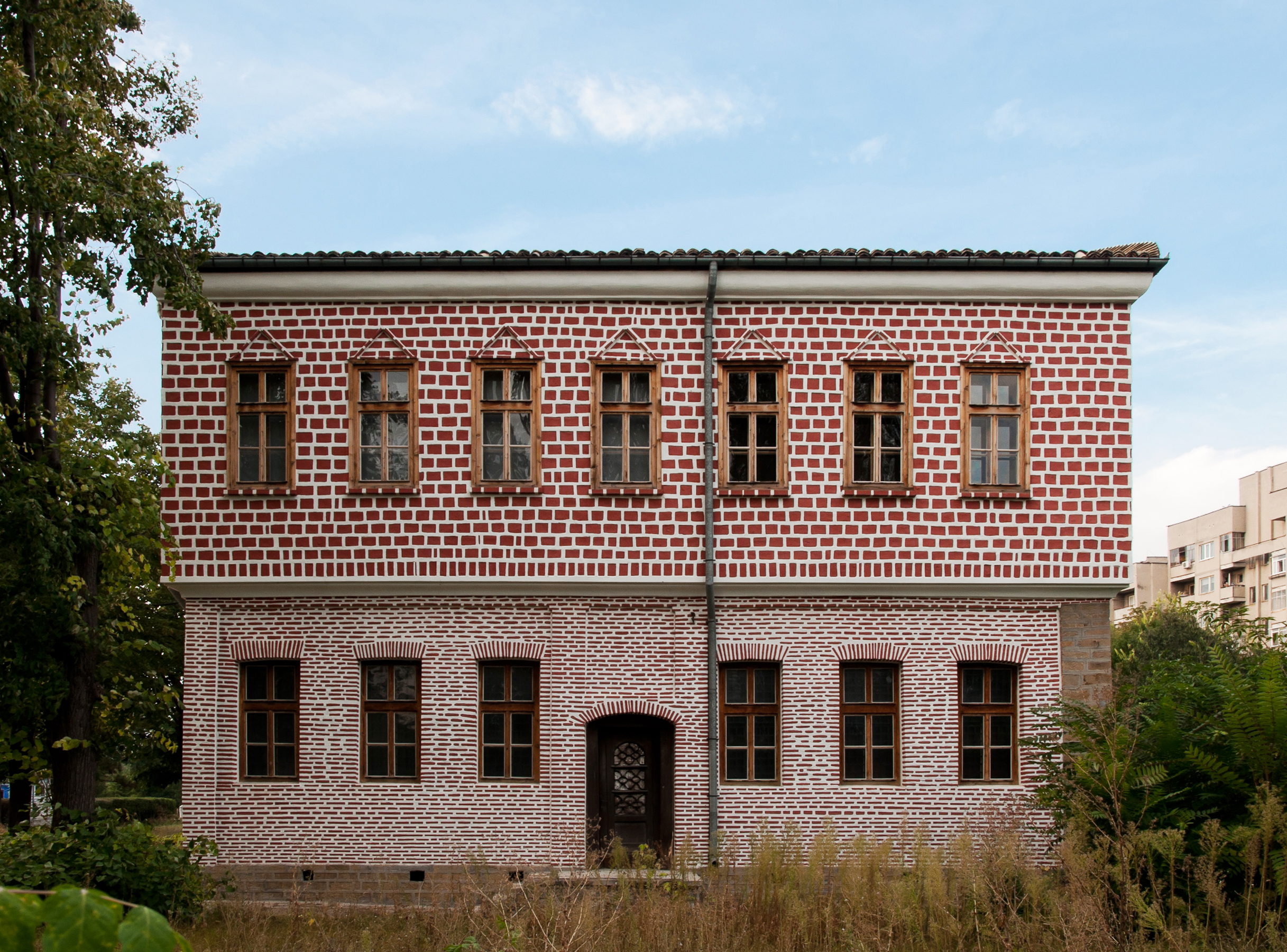
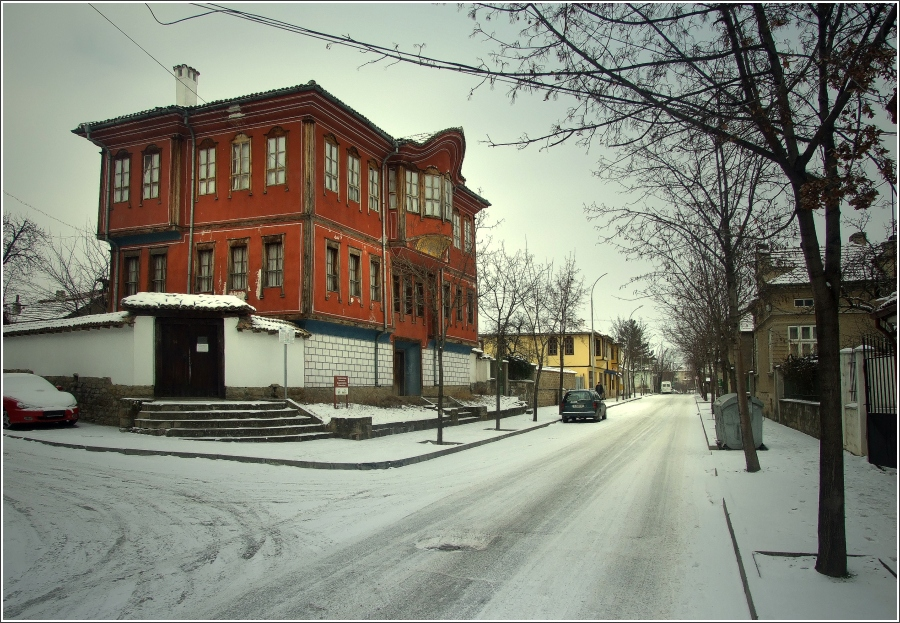
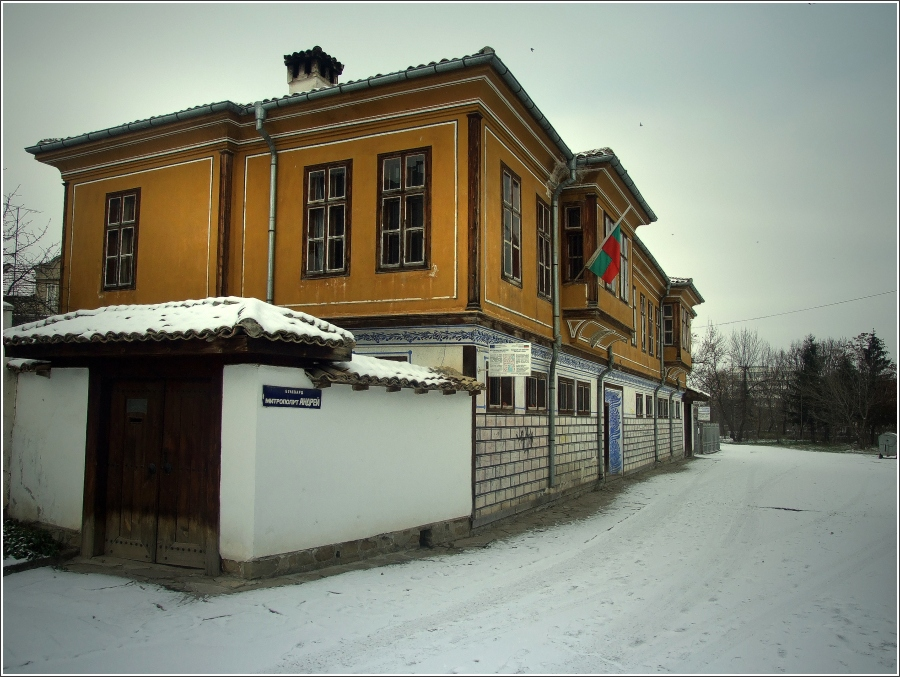
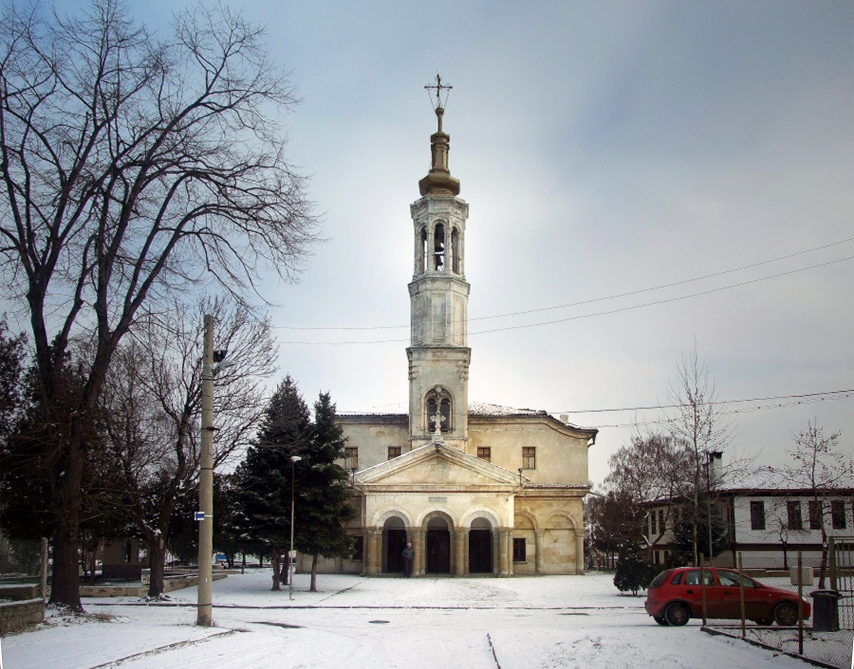
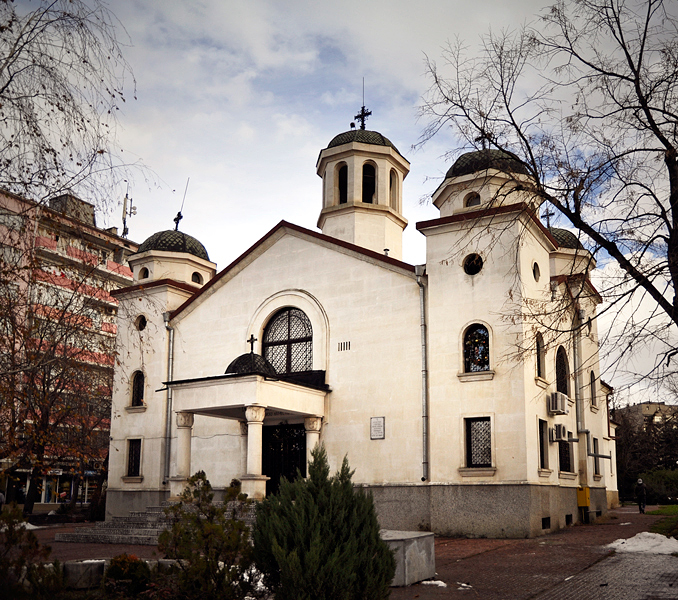